# Birger Malmborg
Birger Valfrid Malmborg, född 2 januari 1910 i Kroppa, död 2 april 1982, var en svensk målare och tecknare.
Han började som arbetare i Nykroppa järnverk innan han 1938 började sin konstnärsutbildning på Berggrens målarskola i Stockholm. Efter utbildningen reste Malmborg runt under många år i Europa och målade, mestadels i Italien, Frankrike och Spanien.
Birger Malmborg målade i olja och inspirerades av Picasso till en egen kubistisk stil. Själv beskrev han sitt måleri så här 
| ” | Det jag först och främst vill uttrycka är liv. En färg, en linje, kort sagt allt kan få liv på duken. En till synes aldrig så enkel linje kan det ta lång tid att få ner på duken. En färg kan få liv genom att den harmonierar med andra färger eller att den återges i rätt nyans. Jag kan inte säga att det jag målar måste vara eller blir vackert, huvudsaken är att det jag åstadkommer inte är dött | „ |

Från 1938 och under 45 år skrev Birger Malmborg en skämtserie i fackföreningstidningen Metallarbetaren. Serien var på fyra rutor och speglade samhällsmedborgaren Götlunds liv och leverne i vått och torrt.